# Hans Malzacher
Hans Malzacher (* 14. Oktober 1896 in Traisen, Niederösterreich; † 16. Oktober 1974 in Villach, Kärnten) war ein österreichischer Montanist.

## Leben
Hans Malzacher studierte Bergwesen an der Montanistischen Hochschule Leoben (Dipl.-Ing. Dr. mont.) und begann 1920 seine berufliche Laufbahn in der niederösterreichischen Industrie. Ab 1929 war er in der Direktion der Schoeller-Bleckmann-Werke tätig, später Konsulent der Creditanstalt und ab 1936 Generaldirektor der Simmering-Graz-Pauker-AG. Malzacher gehörte Anfang der Dreißigerjahre der Heimwehr an und wandte sich bald deren völkisch ausgerichtetem steirischen Flügel zu.
Nach dem Anschluss wurde Malzacher zum Generaldirektor der Alpine Montangesellschaft berufen und war führend am Aufbau der Reichswerke AG Alpine Montanbetriebe „Hermann Göring“ in Linz beteiligt, deren Leitung er ebenfalls von 1938 bis 1941 innehatte. Am 4. Juni 1938 beantragte er die Aufnahme in die NSDAP und wurde rückwirkend zum 1. Mai desselben Jahres aufgenommen (Mitgliedsnummer 6.301.451). Von 1942 bis 1945 war er Generaldirektor der Berghütte Teschen. 1943 wurde Malzacher Kurator des Vereins Deutscher Ingenieure (VDI). Im Jahr 1945 wurde er Stellvertreter des Rüstungsministers Albert Speer und Rüstungsbevollmächtigter für den Bezirk Südost, der Schlesien, das Protektorat Böhmen und Mähren, Österreich und Norditalien umfasste.
Nach Kriegsende setzte ihn die amerikanische Besatzungsmacht im Juni 1945 wieder als Geschäftsführer der Alpine Montangesellschaft in Linz ein, im Oktober wurde er jedoch von den österreichischen Behörden als mutmaßlicher Kriegsverbrecher verhaftet und verbrachte die Zeit bis 1947 in verschiedenen Internierungslagern. Im Nürnberger Kriegsverbrecherprozess gegen Albert Speer sagte er 1946 als Zeuge aus.
Malzacher selbst wurde niemals angeklagt und 1947 entlassen. Er war dann beim Aufbau der Tiroler Röhren- und Metallwerke AG in Solbad Hall tätig und wurde deren Aufsichtsratsvorsitzender, später stand er u. a. dem Aufsichtsrat der VÖEST und der Steyr-Daimler-Puch-Werke vor. 1957 wurde er Honorarprofessor in Leoben.
1949 wurde er Corpsschleifenträger von Schacht Leoben.

## Ehrungen
- Ehrenring des Vereins Deutscher Ingenieure
- Ritterkreuz mit Schwertern des Kriegsverdienstkreuzes
- Dr. mont. h. c.
- Dr. techn. h. c.
- Bergrat h. c.
- Honorarprofessor

## Autobiografie
- Begegnungen auf meinem Lebensweg, 2 Bände. Villach 1967/1971